# Danaide (Hydrologie)
Eine Danaide ist in der Hydrologie ein Gerät zur Messung der Durchflussmenge von Wasserströmen. Dabei leitet man Wasser durch einen Eimer, der im Boden ein normiertes Loch hat. Bei stationären Fließverhältnissen bildet sich eine gleichbleibende Wasserspiegelhöhe aus, die proportional zum Durchfluss ist. Mit dem Pegelstand im Eimer lässt sich über eine Eichkurve der Durchfluss bestimmen.
Das Gerät wurde 1892 von Brauer eingeführt und eignet sich zur Messung von Durchflussmengen von bis zu 60 l/min. Die Messunsicherheit ist mit ± 0,2 % sehr gering.
Der Name nimmt Bezug auf den Mythos der Danaiden, der 50 Töchter des Danaos, die zur Strafe für die Ermordung ihrer Ehemänner im Tartaros auf ewig Wasser in ein leckes Gefäß schöpfen mussten.